# Stone Sour
Stone Sour is een Amerikaanse hardrockband die werd opgericht in 1992 door Joel Ekman en de latere zanger van Slipknot, Corey Taylor.
De band kwam niet echt op gang en speelde in kleine zalen en wisten dan pas een uurtje vol te krijgen, tot in 1995 gitarist Jim Root de band kwam versterken. Maar in 1997 stopte Taylor met de band om zich bij Slipknot te voegen. Elk bandlid ging zijn eigen weg, Joel ging serieus aan zijn gezin werken, Jim voegde zich een jaar later aan bij Slipknot en Shawn werd de stage manager van Slipknot. Het leek het einde van Stone Sour tot Josh in 2000 Corey hielp met het schrijven van teksten. En na anderhalf jaar songteksten schrijven stond Stone Sour weer terug op de kaart. In 2002 brengt de band hun eerste album uit, er stonden vooral veel nummers op van demos die ze jaren ervoor hadden uitgebracht, het album was een succes en zorgde voor de doorbraak van de band.
In 2006 stapte Joel Ekman uit de band, vanwege de ernstige ziekte van zijn kind.
In 2006 bracht de band het album Come What(ever) May uit. De drums op deze cd zijn ingespeeld door Roy Mayorga (ex-Soulfly) die later ook de nieuwe drummer werd.
In 2007 stond de band op Pinkpop en in 2003, 2006, 2007 en 2013 stond de band op Graspop Metal Meeting.
In 2003 en 2018 was te band te zien op Rock Werchter op Main Stage.

## Discografie

### Albums
| Album met eventuele hitnotering(en) in de Nederlandse Album Top 100 | Datum van verschijnen | Datum van binnenkomst | Hoogste positie | Aantal weken | Opmerkingen |
| ------------------------------------------------------------------- | --------------------- | --------------------- | --------------- | ------------ | ----------- |
| Stone Sour                                                          | 2002                  | -                     |                 |              |             |
| Come what(ever) may                                                 | 28-07-2006            | 05-08-2006            | 33              | 13           |             |
| Audio secrecy                                                       | 03-09-2010            | 11-09-2010            | 16              | 4            |             |
| House of gold & bones Part 1                                        | 2012                  | 27-10-2012            | 30              | 2            |             |
| House of gold & bones Part 2                                        | 2013                  | 13-04-2013            | 47              | 1*           |             |

| Album met hitnotering(en) in de Vlaamse Ultratop 200 albums | Datum van verschijnen | Datum van binnenkomst | Hoogste positie | Aantal weken | Opmerkingen |
| ----------------------------------------------------------- | --------------------- | --------------------- | --------------- | ------------ | ----------- |
| Come what(ever) may                                         | 2006                  | 12-08-2006            | 34              | 7            |             |
| Audio secrecy                                               | 2010                  | 11-09-2010            | 28              | 4            |             |
| House of gold & bones Part 1                                | 2012                  | 27-10-2012            | 45              | 1*           |             |
| "Hydrograd"                                                 | 2017                  | 30-6-2017             | -               | -            |             |

### Singles
| Single met eventuele hitnotering(en) in de Nederlandse Top 40 | Datum van verschijnen | Datum van binnenkomst | Hoogste positie | Aantal weken | Opmerkingen                            |
| ------------------------------------------------------------- | --------------------- | --------------------- | --------------- | ------------ | -------------------------------------- |
| Get inside                                                    | 2002                  | -                     |                 |              |                                        |
| Bother                                                        | 2002                  | 25-01-2003            | 25              | 4            | #40 in de Single Top 100               |
| Inhale                                                        | 2003                  | -                     |                 |              |                                        |
| 30/30-150                                                     | 2006                  | -                     |                 |              |                                        |
| Through glass                                                 | 2006                  | 23-09-2006            | 14              | 8            | #32 in de Single Top 100 / Alarmschijf |
| Reborn                                                        | 2006                  | -                     |                 |              |                                        |
| Sillyworld                                                    | 2007                  | -                     |                 |              |                                        |
| Made of scars                                                 | 2007                  | -                     |                 |              |                                        |
| Zzyzx Rd                                                      | 2007                  | -                     |                 |              |                                        |
| Say you'll haunt me                                           | 2010                  | -                     |                 |              |                                        |

| Single met hitnotering(en) in de Vlaamse Ultratop 50 | Datum van verschijnen | Datum van binnenkomst | Hoogste positie | Aantal weken | Opmerkingen |
| ---------------------------------------------------- | --------------------- | --------------------- | --------------- | ------------ | ----------- |
| Bother                                               | 2002                  | 08-02-2003            | 42              | 1            |             |

Er is een tijdje een gerucht geweest dat in de zomer van 2007 het nummer 1st Person als single uitgebracht zou worden, dit is echter ontkend door het management van de band.
Het nieuwste album van Stone Sour, ‘Hydrograd’, is op 30 juni 2017 uitgebracht. De deluxe variant van deze is een tijdje later uitgebracht, om precies te zijn op 31 augustus 2018.